# Brod (gmina Foča)
Brod (cyr. Брод) – wieś w Bośni i Hercegowinie, w Republice Serbskiej, w gminie Foča. W 2013 roku liczyła 371 mieszkańców.